# Beginners
Beginners és una pel·lícula de comèdia romàntica i dramàtica nord-americana del 2010 escrita i dirigida per Mike Mills. Explica la història d'Oliver, un home que reflexiona sobre la vida i la mort del seu pare, Hal, mentre intenta forjar una nova relació romàntica amb una dona, Anna, que s'ocupa dels problemes del seu pare. La pel·lícula es basa en la sortida de l'armari del propi pare de Mills als 75 anys, cinc anys abans de la seva mort.

## Argument
Després de la mort del seu pare, que havia donat a conèixer la seva homosexualitat tard, un jove grafista de Los Angeles coneix una jove actriu francesa, Anna, de qui s'enamora.

## Repartiment
- Ewan McGregor: Oliver
- Christopher Plummer: Hal, el pare d'Oliver
- Mélanie Laurent: Anna, actriu francesa
- Goran Visnjic: Andy, el promès de Hal
- Mary Page Keller: Georgia
- Kai Lennox: Elliot, amic d'Oliver
- Cosmo: Arthur, el Jack Russel de Hal, després d'Oliver

## Premis i nominacions

### Premis
- 2012. Oscar al millor actor secundari per Christopher Plummer
- 2012. Globus d'Or al millor actor secundari per Christopher Plummer
- 2012. BAFTA al millor actor secundari per Christopher Plummer

## Producció
- El film va ser projectat en pre-estrena en el Festival Internacional de Cinema de Toronto l'11 de setembre de 2010.
- La intriga de la pel·lícula està inspirada en el pare del director que va fer la "sortida de l'armari" als 75 anys, cinc anys abans de morir.